# Дајзендорф
Дајзендорф (њем. Daisendorf) општина је у њемачкој савезној држави Баден-Виртемберг. Једно је од 23 општинска средишта округа Бодензе. Према процјени из 2010. у општини је живјело 1.546 становника. Посједује регионалну шифру (AGS) 8435010.

## Географски и демографски подаци
Дајзендорф се налази у савезној држави Баден-Виртемберг у округу Бодензе. Општина се налази на надморској висини од 497 метара. Површина општине износи 2,4 km². У самом мјесту је, према процјени из 2010. године, живјело 1.546 становника. Просјечна густина становништва износи 634 становника/km².